# Скарлетт Вернер
Скарлетт Вернер (нім. Scarlett Werner; нар. 21 листопада 1984) — колишня німецька тенісистка.
Найвищу одиночну позицію світового рейтингу — 277 місце досягла 31 жовтня 2011, парну — 199 місце — 10 листопада 2003 року.
Здобула 5 одиночних та 7 парних титулів туру ITF.

## Фінали ITF
| турніри $50,000 |
| турніри $25,000 |
| турніри $10,000 |

### Одиночний розряд: 7 (5–2)
| Результат | Ранг | Дата           | Турнір                       | Покриття | Суперниця            | Рахунок       |
| --------- | ---- | -------------- | ---------------------------- | -------- | -------------------- | ------------- |
| Поразка   | 1.   | 9 липня 2001   | ITF Дармштадт, Німеччина     | Ґрунт    | Айнхоа Гоньї         | 7–6, 4–6, 1–6 |
| Перемога  | 2.   | 3 травня 2010  | ITF Вісбаден, Німеччина      | Ґрунт    | Елісе Тамаела        | 5–7, 6–2, 6–4 |
| Перемога  | 3.   | 23 серпня 2010 | ITF Брауншвейг, Німеччина    | Ґрунт    | Амінат Кушхова       | 6–3, 6–0      |
| Перемога  | 4.   | 1 травня 2011  | ITF Борнмут, Велика Британія | Ґрунт    | Романа Табак         | 6–3, 7–5      |
| Перемога  | 5.   | 28 травня 2011 | ITF Веленє, Словенія         | Ґрунт    | Сільвія Нджирич      | 6–2, 6–2      |
| Поразка   | 6.   | 14 серпня 2011 | ITF Ферсмольд, Німеччина     | Ґрунт    | Маріана Дуке-Маріньо | 6–7, 5–7      |
| Перемога  | 7.   | 20 серпня 2011 | ITF Ратінген, Німеччина      | Ґрунт    | Єлизавета Янчук      | 6–0, 7–5      |

### Парний розряд: 14 (7–7)
| Результат | Ранг | Дата            | Турнір                        | Покриття  | Партнерка         | Суперниці                              | Рахунок          |
| --------- | ---- | --------------- | ----------------------------- | --------- | ----------------- | -------------------------------------- | ---------------- |
| Поразка   | 1.   | 25 червня 2000  | ITF Таллінн, Естонія          | Ґрунт     | Кая Канепі        | Агата Куровська Марія Вольфбрандт      | 6–7(5–7), 4–6    |
| Перемога  | 2.   | 8 жовтня 2000   | ITF Ф'юмічіно, Італія         | Ґрунт     | Мартіна Бабакова  | Асіміна Каплані Марія Павліду          | 4–1, 4–1, 4–2    |
| Поразка   | 3.   | 1 грудня 2002   | ITF Мумбаї, Індія             | Тверде    | Шеллі Стефенс     | Ципора Обзилер Катарина Мишич          | 3–6, 6–4, 5–7    |
| Поразка   | 4.   | 2 лютого 2003   | ITF Доха, Катар               | Тверде    | Адріана Барна     | Гульнара Фаттахетдінова Галина Фокіна  | 4–6, 3–6         |
| Перемога  | 5.   | 16 серпня 2009  | ITF Ферсмольд, Німеччина      | Ґрунт     | Еліза Пет         | Аленка Губачек Кайрангі Вано           | w/o              |
| Перемога  | 6.   | 30 серпня 2009  | ITF Брауншвейг, Німеччина     | Ґрунт     | Еліза Пет         | Забріна Баумґартен Зіна Кайзер         | 2–6, 6–3, [10–6] |
| Перемога  | 7.   | 27 червня 2010  | ITF Періге, Франція           | Ґрунт     | Елісе Тамаела     | Людмила Кіченок Надія Кіченок          | 6–2, 6–1         |
| Перемога  | 8.   | 1 серпня 2010   | ITF Бад-Заульгау, Німеччина   | Ґрунт     | Елісе Тамаела     | Ана Йованович Анна Цая                 | 6–1, 4–6, [10–7] |
| Перемога  | 9.   | 13 лютого 2011  | ITF Майорка, Іспанія          | Ґрунт     | Даніелле Гармсен  | Река Луца Яні Конні Перрен             | 6–4, 6–3         |
| Поразка   | 10.  | 27 березня 2011 | ITF Гонесс, Франція           | Ґрунт (i) | Лена-Марі Гофманн | Джоя Барб'єрі Анастасія Гримальська    | 3–6, 2–6         |
| Поразка   | 11.  | 1 травня 2011   | ITF Борнмут, Велика Британія  | Ґрунт     | Аліна Весель      | Суріна Де Беер Франсеска Стівенсон     | 2–6, 2–6         |
| Поразка   | 12.  | 7 травня 2011   | ITF Единбург, Велика Британія | Ґрунт     | Суріна Де Беер    | Джейд Віндлі Саманта Мюррі             | 5–7, 6–4, [8–10] |
| Перемога  | 13.  | 23 травня 2011  | ITF Веленє, Словенія          | Ґрунт     | Марія Абрамович   | Деяна Райкович Далія Зафирова          | 6–4, 6–4         |
| Поразка   | 14.  | 11 липня 2011   | ITF Імола, Італія             | Килим     | Юліана Лісарасо   | Джулія Гатто-Монтіконе Федеріка Кверча | w/o              |